# European Pharmaceutical Students' Association
De European Pharmaceutical Students' Association (EPSA is de Europese overkoepelende organisatie van farmaceutische studentenverenigingen. De Koninklijke Nederlandse Pharmaceutische Studentenvereniging is lid van de EPSA.
De vereniging organiseert verschillende activiteiten van EPSA, namelijk het EPSA Annual Congress in april, de Autumn Assembly in oktober, EPSA Summer University in de zomer en een uitwisselingsproject voor groepen.